# Минирующие мухи
Мини́рующие му́хи, или минирующие мушки (лат. Agromyzidae)— семейство насекомых из отряда двукрылых, подотряда короткоусых. Включает на 2023 год 26 родов с 3163 видами.

## Описание
Мушки маленьких размеров, с коротким телом и массивной грудью. Окраска обычно одноцветная, буроватая. Костальная жилка, проходящая по переднему краю крыла, с двумя перерывами (перетяжками). Брюшко широкое. Ноги короткие.

## Экология
Личинки этих мух повреждают ткани растений. Следы их питания на листьях тоддалии из среднего эоцена Германии считаются древнейшим ископаемым свидетельством существования семейства Agromyzidae.

## Классификация
Подсемейство Agromyzinae
- Agromyza Fallén, 1810 (=Geratomyza[5], Mesonevra, Stomacrypolus)[6]
- Epidermomyia Ipe & Ipe, 2004
- Hexomyza Enderlein, 1936
- Japanagromyza Sasakawa, 1958
- Kleinschmidtimyia Spencer, 1986
- Melanagromyza Hendel, 1920 (=Limnoagromyza)
- Penetagromyza Spencer, 1959
- Ophiomyia Braschnikow, 1897 (=Aulomyza, Carinagromyza[7], Siphonomyza, Siridomyza, Solenomyza, Stiropomyza, Stirops, Triopisopa[8], Tylomyza)
- Tropicomyia Spencer, 1973

Подсемейство Phytomyzinae
- Amauromyza Hendel, 1931 (=Campanulomyza, Irenomyia, Melanophytobia, Trilobomyza). Подроды: A. (Amauromyza), A. (Catalpomyza), A. (Cephalomyza)
- Calycomyza Hendel, 1931
- Cerodontha Rondani, 1861 (=Ceratomyza, Crastemyza, Odontocera). Подроды: C. (Butomomyza), C. (Cerodontha), C. (Dizygomyza), C. (Icteromyza), C. (Phytagromyza), C. (Poemyza), C. (Xenophytomyza)
- Chromatomyia Hardy, 1849
- Galiomyza Spencer, 1981
- Gymnophytomyza Hendel, 1936
- Haplopeodes Steyskal, 1980
- Liriomyza Mik, 1894 (=Agrophila, Antineura, Haplomyza, Praspedomyza, Triticomyza)
- Metopomyza Enderlein, 1936
- Napomyza Westwood, 1840 (=Dineura, Dinevra, Redia)
- Nemorimyza Frey, 1946 (=Annimyzella)
- Paraphytomyza Enderlein, 1936 (=Aulagromyza, Rubiomyza)
- Phytobia Lioy, 1864 (=Dendromyza, Liomycina, Shizukoa)
- Phytoliriomyza Hendel, 1931 (=Lemurimyza, Nesomyza, Pteridomyza, Xyraeomyia)
- Phytomyza Fallén, 1810
- Pseudoliriomyza Spencer, 1966
- Pseudonapomyza Hendel, 1920
- Ptochomyza Hering, 1942
- Selachops Wahlberg, 1844 (=Encoelocera)
- Xeniomyza Meijere, 1934